# Kamen Vičev
Kamen Vičev, AA, rodným jménem Peter (23. května 1893, Srem – 11. listopadu 1952, Sofie) byl bulharský řeckokatolický kněz a řeholník kongregace Augustiniánů Nanebevzetí Panny Marie, popravený během komunistické totality. Katolická církev jej uctívá jako blahoslaveného mučedníka.

## Život

Pamětní deska jeho a jeho společníků na chrámu Nanebevstoupení Páně v Plovdivu

Narodil se dne 23. května 1893 ve vesnici Srem v obštině Topolovgrad do rolnické pravoslavné rodiny. V roce 1903 byl přijat na menší seminář Kara-Agatch poblíž Adrianopole. V roce 1910 vstoupil v belgickém Gempe do noviciátu kongregace Augustiniánů Nanebevzetí Panny Marie a přijal řeholní jméno Kamen. V roce 1912 zahájil svá teologická a filosofická studia v Lovani, kde téhož roku složil své doživotní řeholní sliby. V Belgii zůstal do roku 1918.
Dne 22. prosince 1921 byl v Konstantinopoli vysvěcen na řeckokatolického kněze. Po svém vysvěcení krátce vyučoval na koleji sv. Augustina Plovdivu a na menším semináři v Kumkapı v dnešním Turecku, než odcestoval do Štrasburku a poté di Říma, aby dokončil svá studia a získal doktorát teologie, což se mu podařilo roku 1929.
Zajímal se o dějiny církve v Bulharsku a publikoval k tomu několik článků. V roce 1930 byl jmenován profesorem filozofie a děkanem na koleji sv. Augustina Plovdivu. Tyto funkce zastával až do uzavření školy komunistickým režimem dne 2. srpna 1948. Po zrušení této instituce se stal představeným semináře v témže městě. Téhož roku byli všichni zahraniční duchovní vypovězeni ze země, načež se stal provinciálem své kongregace v Bulharsku.
Dne 4. července 1952 zatčen a obviněn ze spiknutí proti komunistickému státu. Při následném monstrprocesu, který začal 29. září 1952 a skončil 3. října téhož roku, byl on a další dva jeho společníci z kongregace, Pavel Džidžov a Josafat Šiškov a také biskup z Nicopolis Evgenij Bosilkov shledáni vinnými a odsouzeni k trestu smrti. Popraven zastřelením byl spolu s nimi popravčí četou na půdě věznice v Sofii ve 23:30 večer dne 11. listopadu 1952. Pohřben byl do hromadného hrobu a jeho ostatky nebyly nalezeny. Dne 28. července 2010 byl Bulharským národním shromážděním spolu s dalšími odsouzenými v monstrprocesu roku 1952 posmrtně rehabilitován.

## Úcta
Beatifikační proces jeho a dalších dvou mučedníků, Pavla Džidžova a Josafata Šiškova, započal dne 19. září 1995, čímž obdrželi titul služebníci Boží. Dne 23. dubna 2002 podepsal papež sv. Jan Pavel II. dekret o jejich mučednictví.
Blahořečen pak byl spolu s nimi dne 26. května 2002 v Plovdivu papežem sv. Janem Pavlem II.
Jeho památka je připomínána 13. listopadu. Bývá zobrazován v řeholním oděvu.